# I Want It That Way
I Want It That Way is een hit van de Amerikaanse Backstreet Boys, afkomstig van het album Millennium. Het is de enige single van de boyband die de nummer 1-positie in de Nederlandse hitlijsten behaalde. Het nummer werd geschreven door de Zweedse producer Max Martin, die ook voor Britney Spears schreef.
De single werd 13 maanden na de voorgaande uitgegeven, waardoor de verwachtingen onder de fans hoog waren. Van het nummer werden in korte tijd zoveel singles verkocht dat de plaat, met behulp van de nodige airplay, direct binnenkwam op nummer 1 van de Nederlandse Top 40, zonder eerst in de Tipparade te hebben gestaan. Het nummer stond in totaal 15 weken in de Top 40, waarvan de eerste vier op nummer 1. In de Mega Top 100 echter, stond de plaat pas na 4 weken op nummer 1 en verbleef daar slechts 1 week. Uiteindelijk stond I Want It That Way 22 weken genoteerd in de verkooplijst.
Het nummer bleek wereldwijd erg succesvol en werd onder meer genomineerd voor drie Grammy's.

## Hitnoteringen

### Nederlandse Top 40
| Hitnotering: 08-05-1999 t/m 14-08-1999 | Hitnotering: 08-05-1999 t/m 14-08-1999 | Hitnotering: 08-05-1999 t/m 14-08-1999 | Hitnotering: 08-05-1999 t/m 14-08-1999 | Hitnotering: 08-05-1999 t/m 14-08-1999 | Hitnotering: 08-05-1999 t/m 14-08-1999 | Hitnotering: 08-05-1999 t/m 14-08-1999 | Hitnotering: 08-05-1999 t/m 14-08-1999 | Hitnotering: 08-05-1999 t/m 14-08-1999 | Hitnotering: 08-05-1999 t/m 14-08-1999 | Hitnotering: 08-05-1999 t/m 14-08-1999 | Hitnotering: 08-05-1999 t/m 14-08-1999 | Hitnotering: 08-05-1999 t/m 14-08-1999 | Hitnotering: 08-05-1999 t/m 14-08-1999 | Hitnotering: 08-05-1999 t/m 14-08-1999 | Hitnotering: 08-05-1999 t/m 14-08-1999 | Hitnotering: 08-05-1999 t/m 14-08-1999 |
| Week:                                  | 1                                      | 2                                      | 3                                      | 4                                      | 5                                      | 6                                      | 7                                      | 8                                      | 9                                      | 10                                     | 11                                     | 12                                     | 13                                     | 14                                     | 15                                     |                                        |
| -------------------------------------- | -------------------------------------- | -------------------------------------- | -------------------------------------- | -------------------------------------- | -------------------------------------- | -------------------------------------- | -------------------------------------- | -------------------------------------- | -------------------------------------- | -------------------------------------- | -------------------------------------- | -------------------------------------- | -------------------------------------- | -------------------------------------- | -------------------------------------- | -------------------------------------- |
| Positie:                               | 1                                      | 1                                      | 1                                      | 1                                      | 2                                      | 3                                      | 3                                      | 6                                      | 9                                      | 14                                     | 18                                     | 20                                     | 23                                     | 24                                     | 34                                     | uit                                    |

### NederlandseSingle Top 100
| Hitnotering: 08-05-1999 t/m 02-10-1999 | Hitnotering: 08-05-1999 t/m 02-10-1999 | Hitnotering: 08-05-1999 t/m 02-10-1999 | Hitnotering: 08-05-1999 t/m 02-10-1999 | Hitnotering: 08-05-1999 t/m 02-10-1999 | Hitnotering: 08-05-1999 t/m 02-10-1999 | Hitnotering: 08-05-1999 t/m 02-10-1999 | Hitnotering: 08-05-1999 t/m 02-10-1999 | Hitnotering: 08-05-1999 t/m 02-10-1999 | Hitnotering: 08-05-1999 t/m 02-10-1999 | Hitnotering: 08-05-1999 t/m 02-10-1999 | Hitnotering: 08-05-1999 t/m 02-10-1999 | Hitnotering: 08-05-1999 t/m 02-10-1999 | Hitnotering: 08-05-1999 t/m 02-10-1999 | Hitnotering: 08-05-1999 t/m 02-10-1999 | Hitnotering: 08-05-1999 t/m 02-10-1999 | Hitnotering: 08-05-1999 t/m 02-10-1999 | Hitnotering: 08-05-1999 t/m 02-10-1999 | Hitnotering: 08-05-1999 t/m 02-10-1999 | Hitnotering: 08-05-1999 t/m 02-10-1999 | Hitnotering: 08-05-1999 t/m 02-10-1999 | Hitnotering: 08-05-1999 t/m 02-10-1999 | Hitnotering: 08-05-1999 t/m 02-10-1999 | Hitnotering: 08-05-1999 t/m 02-10-1999 |
| Week:                                  | 1                                      | 2                                      | 3                                      | 4                                      | 5                                      | 6                                      | 7                                      | 8                                      | 9                                      | 10                                     | 11                                     | 12                                     | 13                                     | 14                                     | 15                                     | 16                                     | 17                                     | 18                                     | 19                                     | 20                                     | 21                                     | 22                                     |                                        |
| -------------------------------------- | -------------------------------------- | -------------------------------------- | -------------------------------------- | -------------------------------------- | -------------------------------------- | -------------------------------------- | -------------------------------------- | -------------------------------------- | -------------------------------------- | -------------------------------------- | -------------------------------------- | -------------------------------------- | -------------------------------------- | -------------------------------------- | -------------------------------------- | -------------------------------------- | -------------------------------------- | -------------------------------------- | -------------------------------------- | -------------------------------------- | -------------------------------------- | -------------------------------------- | -------------------------------------- |
| Positie:                               | 5                                      | 2                                      | 2                                      | 1                                      | 2                                      | 4                                      | 3                                      | 5                                      | 9                                      | 17                                     | 19                                     | 24                                     | 30                                     | 32                                     | 34                                     | 41                                     | 52                                     | 60                                     | 69                                     | 72                                     | 74                                     | 75                                     | uit                                    |

### VlaamseUltratop 50
| Hitnotering: 08-05-1999 t/m 21-08-1999 | Hitnotering: 08-05-1999 t/m 21-08-1999 | Hitnotering: 08-05-1999 t/m 21-08-1999 | Hitnotering: 08-05-1999 t/m 21-08-1999 | Hitnotering: 08-05-1999 t/m 21-08-1999 | Hitnotering: 08-05-1999 t/m 21-08-1999 | Hitnotering: 08-05-1999 t/m 21-08-1999 | Hitnotering: 08-05-1999 t/m 21-08-1999 | Hitnotering: 08-05-1999 t/m 21-08-1999 | Hitnotering: 08-05-1999 t/m 21-08-1999 | Hitnotering: 08-05-1999 t/m 21-08-1999 | Hitnotering: 08-05-1999 t/m 21-08-1999 | Hitnotering: 08-05-1999 t/m 21-08-1999 | Hitnotering: 08-05-1999 t/m 21-08-1999 | Hitnotering: 08-05-1999 t/m 21-08-1999 | Hitnotering: 08-05-1999 t/m 21-08-1999 | Hitnotering: 08-05-1999 t/m 21-08-1999 | Hitnotering: 08-05-1999 t/m 21-08-1999 |
| Week:                                  | 1                                      | 2                                      | 3                                      | 4                                      | 5                                      | 6                                      | 7                                      | 8                                      | 9                                      | 10                                     | 11                                     | 12                                     | 13                                     | 14                                     | 15                                     | 16                                     |                                        |
| -------------------------------------- | -------------------------------------- | -------------------------------------- | -------------------------------------- | -------------------------------------- | -------------------------------------- | -------------------------------------- | -------------------------------------- | -------------------------------------- | -------------------------------------- | -------------------------------------- | -------------------------------------- | -------------------------------------- | -------------------------------------- | -------------------------------------- | -------------------------------------- | -------------------------------------- | -------------------------------------- |
| Positie:                               | 22                                     | 13                                     | 10                                     | 5                                      | 4                                      | 7                                      | 6                                      | 7                                      | 8                                      | 13                                     | 18                                     | 25                                     | 32                                     | 35                                     | 40                                     | 50                                     | uit                                    |

### NPO Radio 2 Top 2000
| Nummer met noteringen in de NPO Radio 2 Top 2000 | '09  | '10  | '11  | '12  | '13  | '14  | '15 | '16  | '17  | '18 | '19  | '20 | '21 | '22 | '23  | '24  |
| ------------------------------------------------ | ---- | ---- | ---- | ---- | ---- | ---- | --- | ---- | ---- | --- | ---- | --- | --- | --- | ---- | ---- |
| I Want It That Way                               | 1569 | 1977 | 1543 | 1645 | 1074 | 1234 | 842 | 1094 | 1074 | 901 | 1014 | 985 | 907 | 910 | 1057 | 1050 |

1. ↑  Een vetgedrukt getal geeft de hoogste notering aan.
2. ↑  2009 was het eerste jaar met een notering voor dit nummer.